# Ligne 15 du métro de São Paulo
La ligne 15 – Argent du Métro de São Paulo est une ligne de monorail, la sixième ligne du métro de São Paulo à être mise en service. Lorsqu'elle sera entièrement terminée[Quand ?], elle fera 26,6 km de longueur pour 18 stations, reliant les districts d'Ipiranga et Cidade Tiradentes, via les quartiers de Vila Prudente, Parque São Lucas, Sapopemba, São Mateus, Iguatemi, entre autres.

## Histoire
En 2005, la municipalité décide de lancer le projet du BHNS appelé Fura Fila. Transformé en Expresso Tiradentes, c'est un transport en commun en site propre qui permettrait de se connecter à la Cidade Tiradentes au parc Dom Pedro II via les avenues do Estado, Luis Inácio de Anhaia Melo, Sapopemba, Ragueb Chofi, Estrada do Iguatemi et dos Metalúrgicos. Après son premier tronçon achevé entre le parc Dom Pedro II et Vila Prudente, la mairie de São Paulo a décidé, en 2009, de remplacer le projet de BHNS au tronçon suivant par un projet de système monorail qui sera déployé par l'état. Cette substitution a été motivée par la grande flux de voyageurs dans l'axe de déploiement du système (estimé à environ 500 000 voyageurs / jour), ce qui ne pourrait pas être atteint avec le BHNS proposé.
Le 28 avril 2009, le maire Gilberto Kassab et le gouverneur José Serra ont annoncé un accord pour modifier le projet de BHNS Expresso Tiradentes, désormais appelé le Métro Léger Expresso Tiradentes. Le mois suivant, une délégation conjointe de la mairie de São Paulo et de l'état de São Paulo a voyagé en Asie et étudié le monorail de la ville d'Osaka.

## Implantation du système

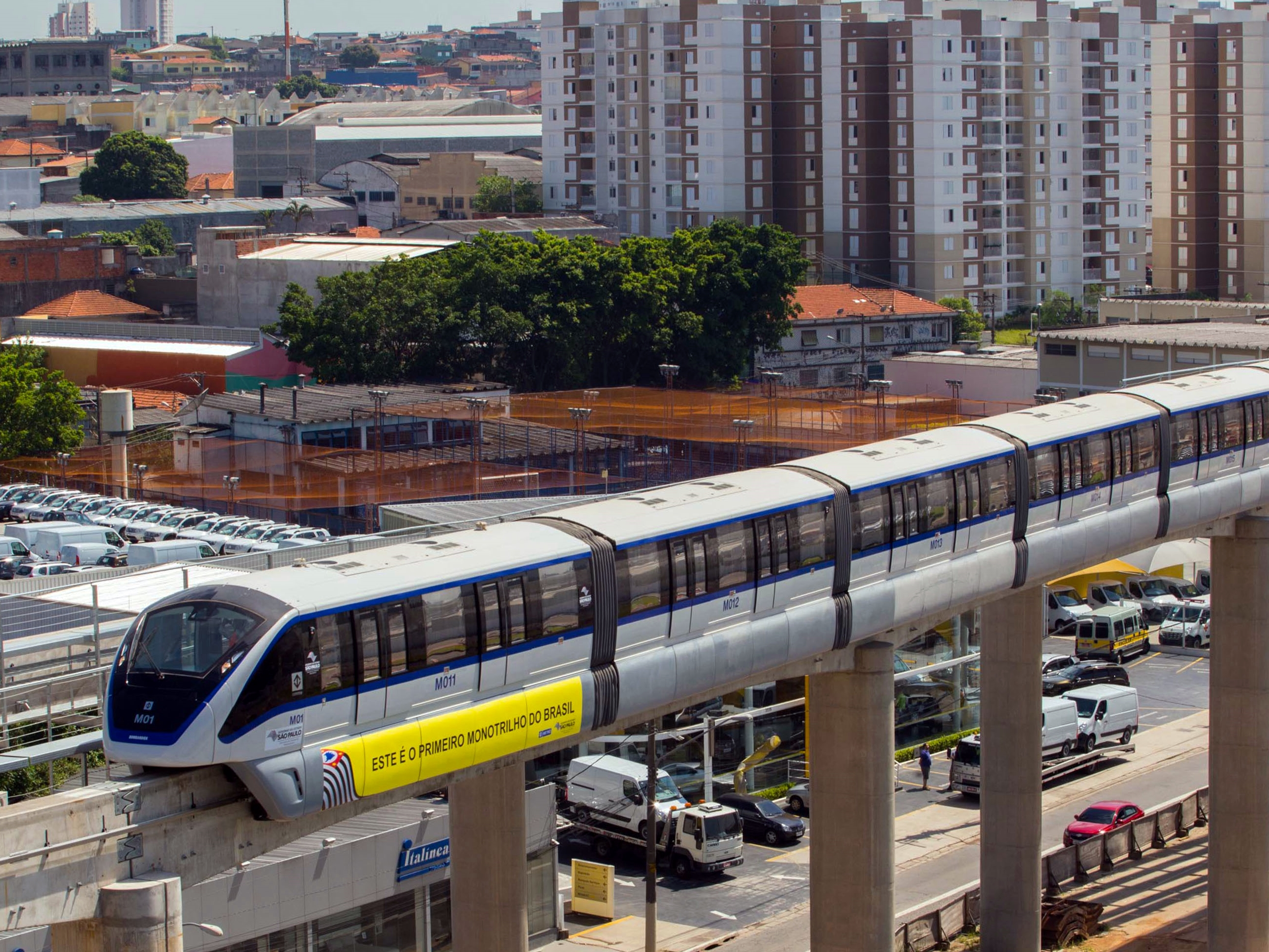
Monorail de la ligne 15.

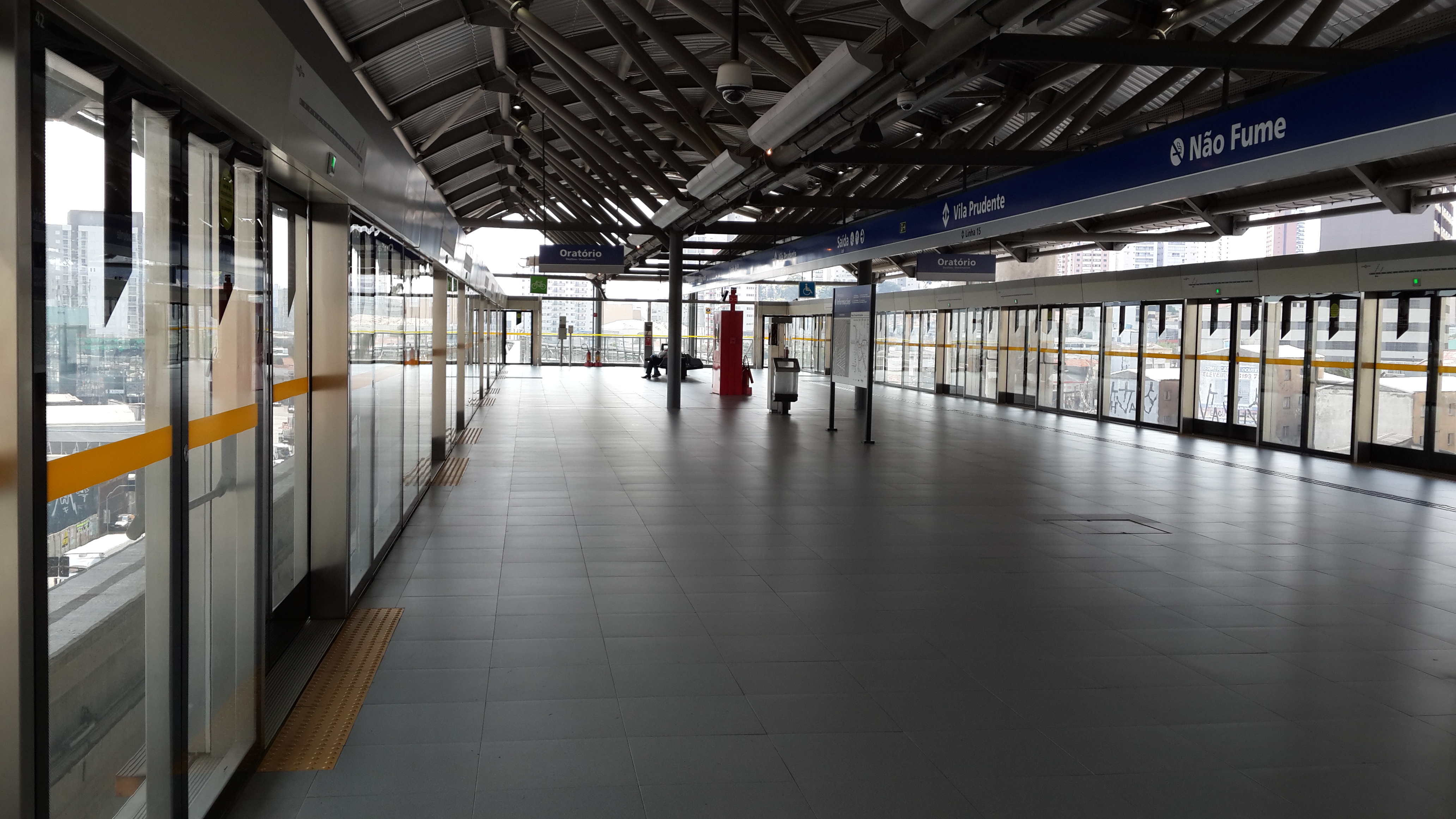
Intérieur de la station Vila Prudente de la ligne 15 - argent du métro de São Paulo.

Pour accélérer le processus d'implantation du système de monorail, le gouvernement de São Paulo ressort un appel d'offres ancien (datant de 1992), de la construction de la ligne 2 du Métro entre Vila Prudente et Oratório. Ce plan a été contesté par la Cour des Comptes de l'État de São Paulo, qui a tenté, sans succès, de suspendre les travaux. En raison de l'utilisation de l'appel d'offre de la ligne 2 - Verte, le gouvernement a annoncé à la presse que la construction de cette ligne était le prolongement de la ligne 2 - Verte. Déjà le véritable projet de prolongement de la ligne 2 (entre Vila Prudente et l'autoroute Presidente Dutra) serait appelée la ligne 15 - Blanche. Dans les cartes et les informations les plus récentes au sujet de l'extension du réseau de métro, cette nomenclature n'est pas utilisé et la ligne de monorail représentée de forme indépendante de la ligne 2 - Verte. Dans la deuxième semaine de septembre 2012, l'actuel président de la Compagnie du métropolitain, Peter Walker, a donné une nouvelle dénomination à la ligne, qui est maintenant officiellement connue comme ligne 15 - Argent.

### Architecture
Toutes les stations de monorail sont aériennes, avec des hauteurs variant entre 12 et 15 mètres, ayant des structures pré-coulées de béton et de plafond métallique.
L'implantation des voies aériennes dans la ville a suscité des polémiques parmi les architectes. Certains sont venus pour comparer la structure aérienne du monorail avec les voies de la Voie élevée Presidente João Goulart (Minhocão) et ont craint que l'implantation du monorail ne soit cause de dégradation similaire. Des dizaines d'arbres ont été coupés ou transplantés à d'autres endroits. Face à la contestation par les riverains de la future ligne face à ces abattages, la Companhia do Metropolitano de São Paulo s'est engagée à planter 12 millions de semis à proximité du monorail, à implanter un parc linéaire de 20 000 m2 entre les stations Vila Prudente et Tamanduateí et à la création d'une piste cyclable sur le terre plein central des avenues, sous les voies du monorail.

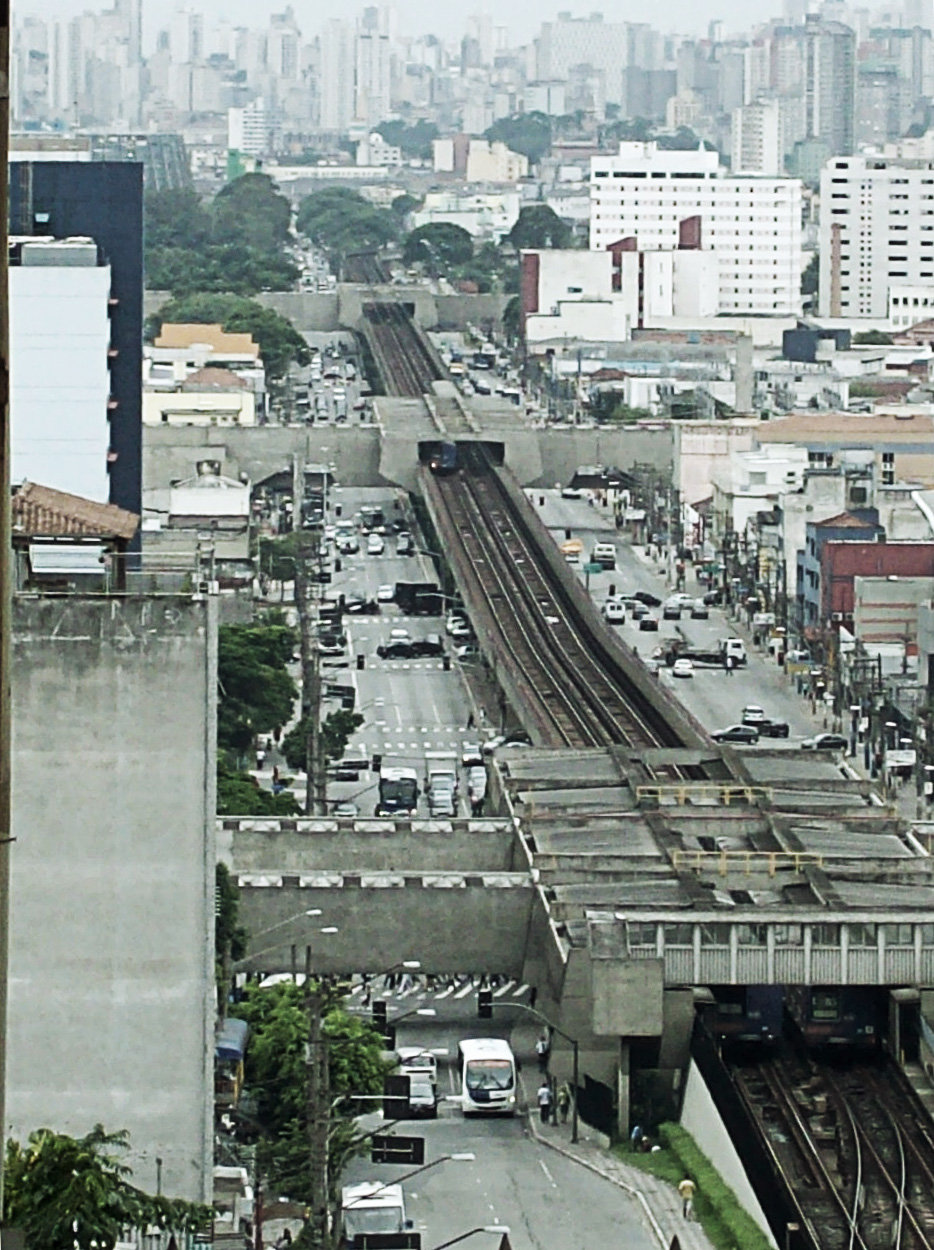
Élevée de la ligne 1 du métro de São Paulo à la Avenida Cruzeiro do Sul
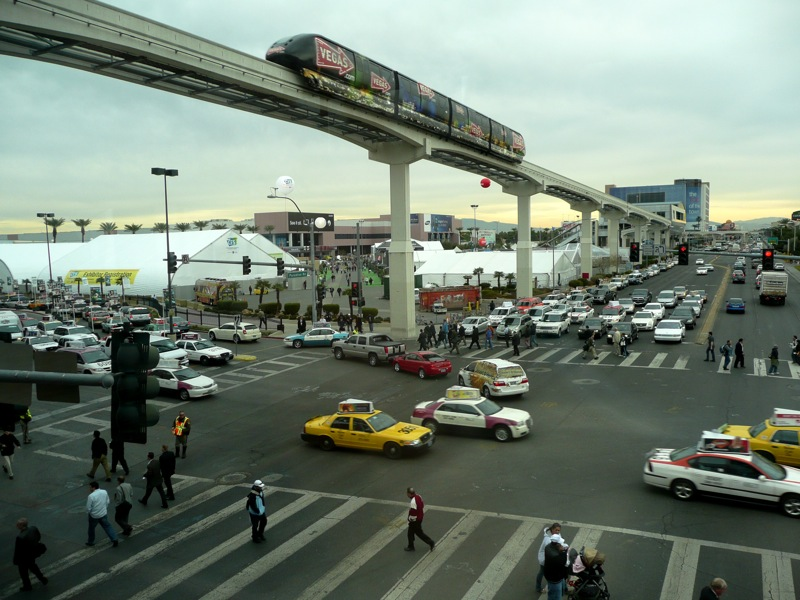
Monorail de Las Vegas
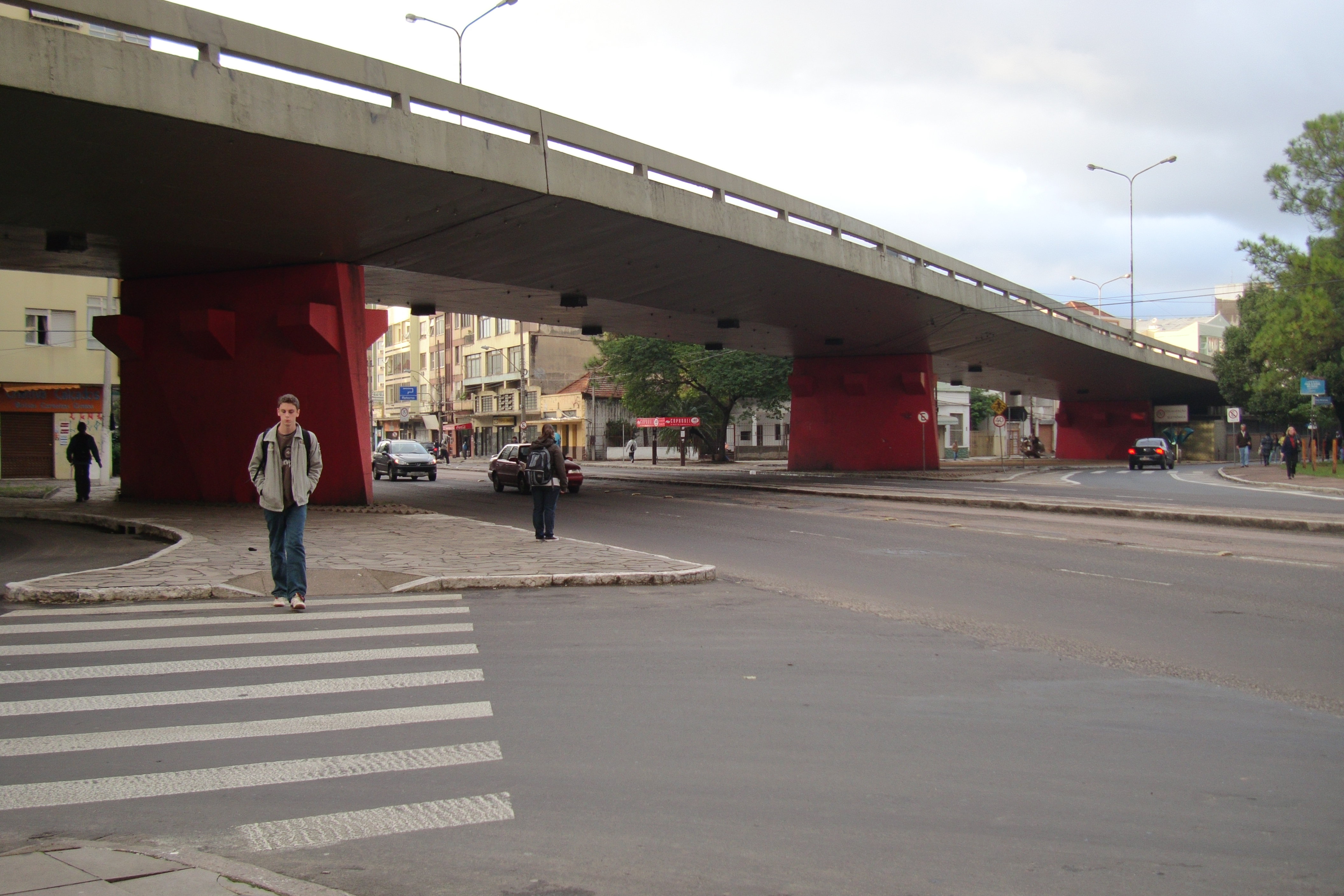
Viaduc Tiradentes, à Porto Alegre. Certains architectes ont craint que le monorail serait cause de dégradation similaire à celle des viaducs comme le Tiradentes à Porto Alegre et la voie élevée Presidente João Goulart à São Paulo.
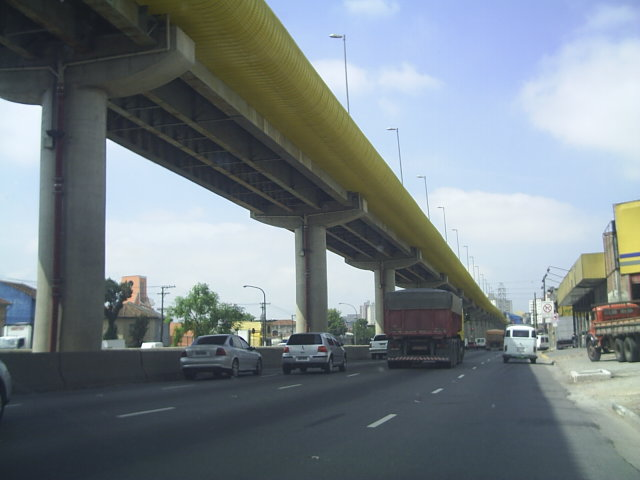
Voie du "Expresso Tiradentes"
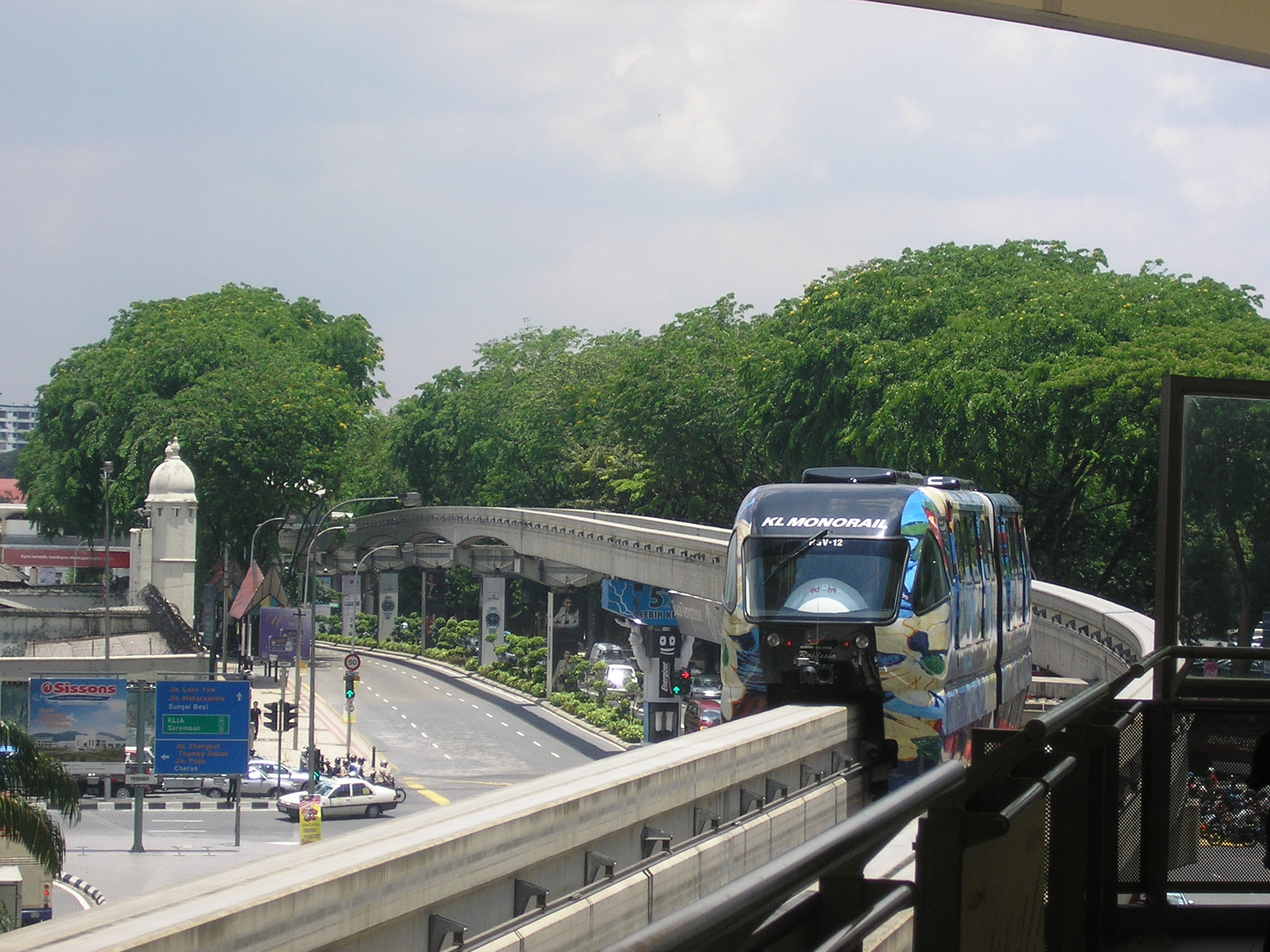
Aspect du tronçon du monorail de Kuala Lumpur. L'arborisation dans leur environnement avait diminué l'impact de la structure élevée.

## Stations
La ligne 15 aura 17 stations, toutes aériennes. Chaque quai disposera de 90 m de longueur et de portes palières.
| Station                    | Code | Mise en service  | Intégration | District            |
| -------------------------- | ---- | ---------------- | --- | ------------------- |
| Ipiranga                   | IPM  | En projet        | Ligne 10 de CPTM et Expresso Tiradentes.                                                                            | Ipiranga            |
| Vila Prudente              | VPM  | 30 août 2014     | Ligne 2 du metrô de São Paulo ()Terminal Vila Prudente (SPTrans) et Expresso Tiradentes.                            | Vila Prudente       |
| Oratório                   | ORT  | 30 août 2014     | | São Lucas           |
| São Lucas                  | SLU  | 6 avril 2018     | | São Lucas           |
| Camilo Haddad              | CAD  | 6 avril 2018     | | São Lucas           |
| Vila Tolstói               | VTL  | 6 avril 2018     | | São Lucas/Sapopemba |
| Vila União                 | VUN  | 6 avril 2018     | | Sapopemba           |
| Jardim Planalto            | JPL  | 16 août 2018     | | Sapopemba           |
| Sapopemba                  | SAP  | 16 décembre 2019 | Terminal Sapopemba/Teotônio Vilela (SPTrans)                                                                        | Sapopemba           |
| Fazenda da Juta            | FJT  | 16 décembre 2019 | | Sapopemba           |
| São Mateus                 | MAT  | 16 décembre 2019 | Corredor São Mateus–Jabaquara (EMTU)/ Terminal São Mateus (SPTrans) BRT Metropolitano Perimetral Leste Jacu-Pêssego | São Mateus          |
| Jardim Colonial            | IGT  | 29 décembre 2021 | | São Mateus          |
| Jequiriçá                  | JEQ  | Sans prévision   | | Iguatemi            |
| Jacú-Pêssego               | JPS  | Sans prévision   | | Iguatemi            |
| Érico Semer                | ESM  | Sans prévision   | | Iguatemi            |
| Márcio Beck                | MBK  | Sans prévision   | | Cidade Tiradentes   |
| Cidade Tiradentes          | CDT  | Sans prévision   | Terminal Cidade Tiradentes (SPTrans)                                                                                | Cidade Tiradentes   |
| Hospital Cidade Tiradentes | HCT  | Sans prévision   | Hospital Cidade Tiradentes                                                                                          | Cidade Tiradentes   |

Les noms en gras indiquent les stations en cours de construction. Les parenthèses indiquent les intégrations dans le futur ou en cours de construction, et les intégrations en italique indiquent les intégrations payées.

## Données techniques

### Voie
Les voies du monorail sont faites de faisceaux guides de béton de 30 m de longueur et 70 cm de large, soutenus par des colonnes en béton d'une hauteur comprise entre 12 et 15 mètres et d'un diamètre de 1 m. La voie a une pente maximale de 6 %.

### Ateliers
La ligne 15 – Argent aura deux dépôts pour abriter ses 54 rames à 7 voitures : le dépôt Oratório et le dépôt Ragueb Chofi.

### Rames
Le Métro de São Paulo a réalisé un appel d'offres international pour la construction du système monorail, qui nécessite 54 rames pour répondre à la demande de 550 000 voyageurs par jour. Quatre consortiums ont présenté différentes offres. Quatre fabricants de monorail se sont intégrés à ces consortiums : Hitachi, Intamin, Scomi et Bombardier. Le dernier étant le gagnant du concours.
Bombardier utilise la plate-forme Innovia, déjà utilisée dans le monorail de Las Vegas et a développé le plus grand train pour monorail au monde, avec 85 m de longueur, divisé en 7 voitures, ayant la capacité de transporter plus de 1 000 voyageurs.
Ces trains sont construits dans l'usine de Bombardier à Kingston (Ontario) et dans la nouvelle usine de l'entreprise située à Hortolândia. En août 2012, il a fait une exposition d'une maquette taille réelle de la station de monorail. Le 30 octobre 2013, le premier train a été présenté au public.

## Projet
Il est actuellement prévu de privatiser la ligne. Le gouverneur Geraldo Alckmin a annoncé, lors d'une réunion du conseil de gestion des PPP, que les lignes 15 - Argent et 17 - Or seront accordées au secteur privé, en raison des difficultés financières de l’État dans l'expansion et la maintenance du réseau de métro,.